# Small Change
Small Change — четвёртый студийный альбом автора-исполнителя Тома Уэйтса, изданный 21 сентября 1976 года. Кроме положительных отзывов критиков и успеха на уровне предыдущих альбомов, альбом получился удачным и в коммерческом плане. В Billboard Top 200 он поднялся до 89 строчки. На обложке изображён Уэйтс в раздевалке гоу-гоу танцовщиц. Считается, что девушка, стоящая на фоне — Кассандра Петерсон.

## Музыкальный стиль
Как и предыдущие альбомы Уэйтса, Small Change в значительной степени создан под влиянием джаза. В плане лирики на Тома оказали влияние Раймонд Чандлер и Чарльз Буковски, в плане вокального исполнения — Луи Армстронг, Доктор Джон и Хаулин Вульф. Большинство песен он исполняет хриплым голосом в сопровождении фортепиано, контрабаса, ударных и саксофона. В некоторых песнях звучат струнные. Тексты написаны от первого лица, либо от лица так называемого ненадёжного рассказчика.
Альбом открывает «Tom Traubert’s Blues», частично основанная на австралийской народной песне «Waltzing Matilda». История её сочинения несколько неоднозначна. Подзаголовок «Four Sheets to the Wind in Copenhagen» («Четыре листа на ветру в Копенгагене»), возможно, указывает на время, проведённое Уэйтсом в Копенгагене во время тура 1976 года, где он встретил датскую певицу Матильду Бондо. В радиоинтервью 1998 года она подтвердила, что встречала Уэйтса и провела вместе с ним ночь в городе. Сам Том, в интервью National Public Radio 2006 года, заявил, что Том Traubert — это «друг друга, который умер в тюрьме». Позднее Род Стюарт записал кавер-версию этой песни, под названием «Tom Traubert’s Blues (Waltzing Matilda)».

Закрывающая песня — «I Can’t Wait to Get Off Work (And See My Baby on Montgomery Avenue)». В музыкальном плане она сделана очень просто, только с помощью голоса и фортепиано. В ней Уэйтс рассказывает о своей первой работе в Napoleone Pizza House в Сан-Диего, которую он начал в 1965 году, в возрасте 16 лет.

## Темы
Работая над Small Change, Том пил всё больше и тяжелее, на нём начала сказываться постоянная жизнь в дороге. Все эти трудности сделали альбом гораздо более циничным и пессимистичным лирически, чем его предыдущие, а многие песни, такие как «The Piano Has Been Drinking (Not Me)» или «Bad Liver and a Broken Heart» представляют чистый и честный образ алкоголизма. Персонажи Small Change — это проститутки, стриптизёрши, мелкие игроки, ночные бродяги и пьяницы, люди, потерянные в холодном городском мире. Но, несмотря на всё это, тексты как и прежде отличаются юмором и каламбурами. На этом альбоме они к тому же исполняются «пьяной дикцией».

## Список композиций
Первая сторона:
| №  | Название | Длительность |
| -- | --- | ------------ |
| 1. | «Tom Traubert’s Blues (Four Sheets to the Wind in Copenhagen)»                                              | 6:39         |
| 2. | «Step Right Up»                                                                                             | 5:43         |
| 3. | «Jitterbug Boy (Sharing a Curbstone with Chuck E. Weiss, Robert Marchese, Paul Body and The Mug and Artie)» | 3:44         |
| 4. | «I Wish I Was in New Orleans (In the Ninth Ward)»                                                           | 4:53         |
| 5. | «The Piano Has Been Drinking (Not Me) (an Evening with Pete King)»                                          | 3:40         |

Вторая сторона:
| №  | Название                                                              | Длительность |
| -- | --------------------------------------------------------------------- | ------------ |
| 1. | «Invitation to the Blues»                                             | 5:24         |
| 2. | «Pasties and a G-String (At the Two O'Clock Club)»                    | 2:32         |
| 3. | «Bad Liver and a Broken Heart (In Lowell)»                            | 4:50         |
| 4. | «The One That Got Away»                                               | 4:07         |
| 5. | «Small Change (Got Rained on with His Own .38)»                       | 5:07         |
| 6. | «I Can’t Wait to Get Off Work (And See My Baby on Montgomery Avenue)» | 3:17         |

## Участники записи
- Том Уэйтс — вокал, фортепиано
- Гарри Блюстоун — скрипка
- Джим Хьюхарт — контрабас
- Эд Лустгарден — виолончель
- Шелли Манн — барабаны
- Лью Табакин — тенор-саксофон
- Джерри Йестер — аранжировщик